# Prochownia P7 Twierdzy Modlin

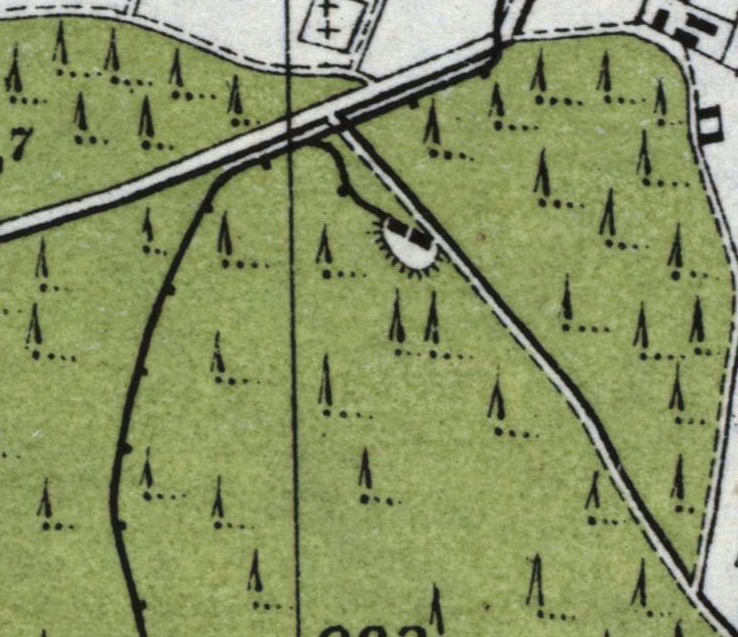
Mapa WIG 1:25 000 wydanie normalne, na mapie widoczny bunkier składający się z dwóch obiektów oraz kolejka wąskotorowa biegnąca obok bunkra

Prochownia P7 – nieistniejący obecnie obiekt wojskowy, znajdujący się niegdyś we wsi Kazuń Polski, w województwie mazowieckim. Powstała pod koniec XIX wieku jako część zapola wewnętrznego pierścienia fortów wokół Twierdzy Modlin. Pełniła funkcję magazynu materiałów wybuchowych oraz punktu pomocniczego w strukturze obronnej twierdzy.

## Historia

### XIX wiek
Prochownia została zbudowana w ramach rozbudowy Twierdzy Modlin w okresie panowania Imperium Rosyjskiego. Jej lokalizacja we wsi Kazuń Polski stanowiła element zabezpieczenia zaplecza twierdzy. Obiekt pełnił funkcje przechowywania piroksyliny, zapalników, łusek i pocisków artyleryjskich, a także składania gotowej amunicji. Ze względu na swoją konstrukcję był przystosowany również do pełnienia roli zapasowego stanowiska obrony, punktu dowodzenia i zaopatrzenia.

### Okres międzywojenny
W dwudziestoleciu międzywojennym prochownia została podporządkowana Głównej Składnicy Uzbrojenia nr 1 – Filii nr 2 w Palmirach. Obiekt połączono linią kolei wąskotorowej z fortem VII, przez kompleks prochowni P11, aż do miejscowości Sady. Stamtąd materiały transportowano barkami przez Wisłę, aż do wybudowania mostu w 1934 roku. Z biegiem lat obiekt tracił na znaczeniu – głównie z powodu niewydolności transportowej oraz wilgoci panującej wewnątrz konstrukcji.

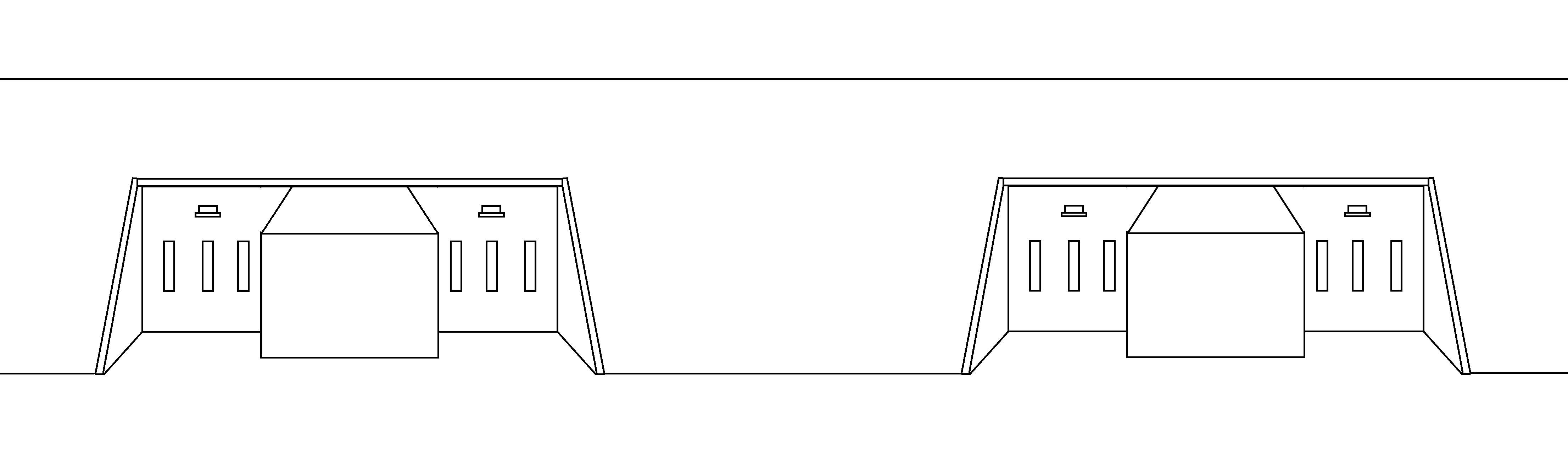
Prochownia P7 - fasada frontowa

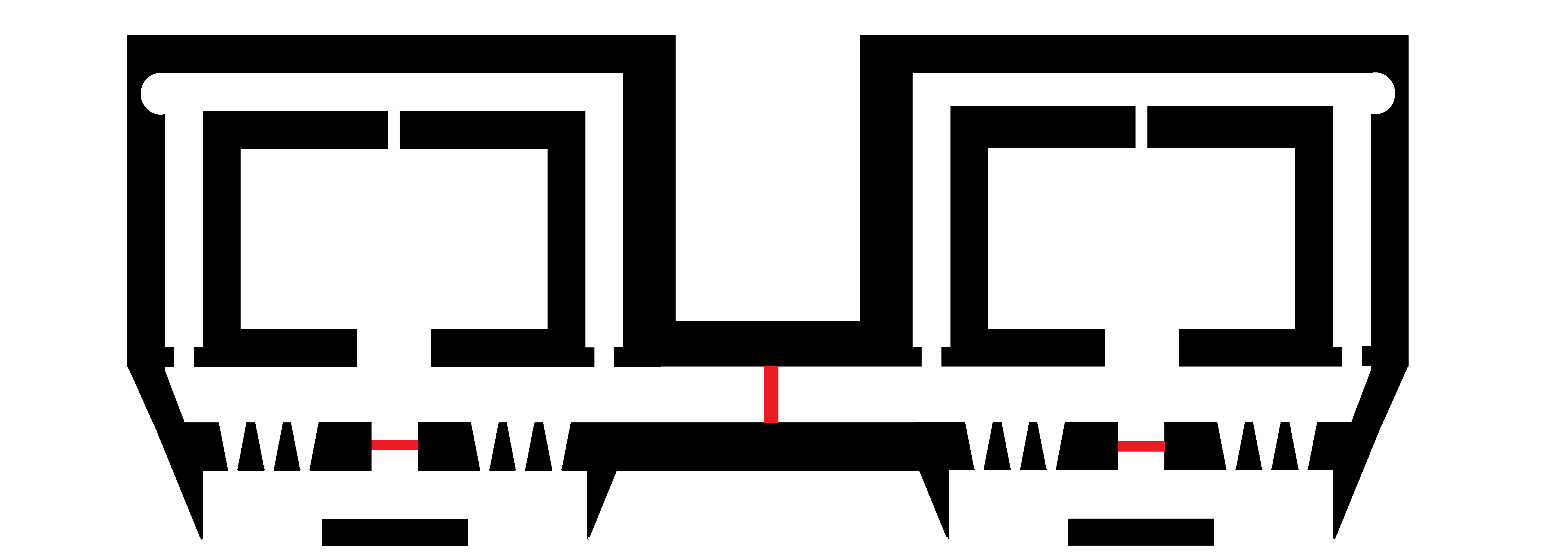
Plan przyziemia prochowni P7 - na czerwono zaznaczone drzwi pancerne